# إعطاء الدواء عن طريق المهبل

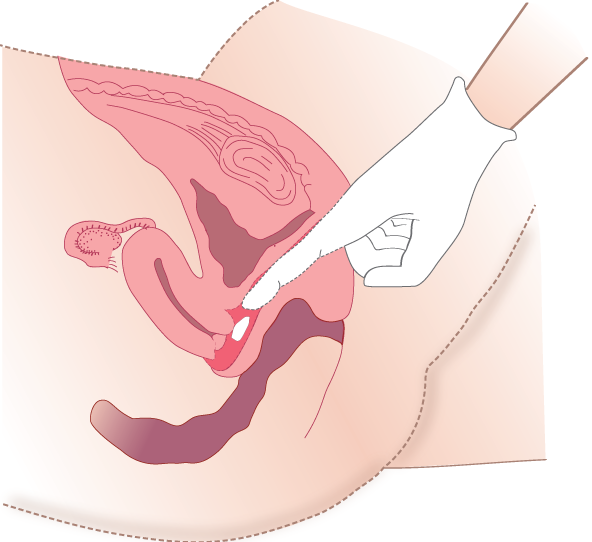

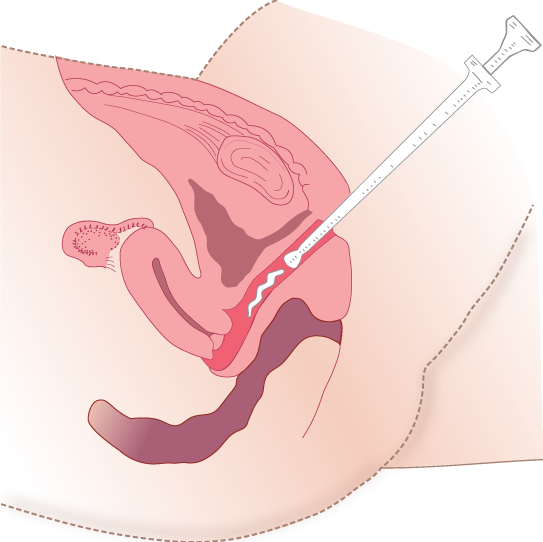

طريقة الإدخال المهبلي طريقة لإدخال الأدوية داخل جسم المرأة عن طريق المهبل، طبيا لها الأفضلية لإعطاء نتائج حصرية في المهبل أو الأجزاء المجاورة (مثل الطرف المهبلي لعنق الرحم) ولها تأثيرات جانبية قليلة على الجسم مقارنة بطرق الإدخال الأخرى
التركيبات المستخدمة المتضمنة: حبوب مهلبية، كريم مهبلي، تحاميل مهبلية، حلقات مهبلية
الادوية المعطى بهذه الطريقة تتضمن الاستروجين والبروجيستيرون (مجموعة هرمونات تتضمن بروجيستيرون) ومضادات البكتيريا
هي طريقة جيدة للتخصيب الخارجي (intravaginal insemination أو IVI) ويمكن استخدامها في البيت دون الحاجة لمختص.